# You Need Stitches: The Tuff City Sessions 1982–1988
You Need Stitches: The Tuff City Sessions 1982–1988 ist ein Kompilationsalbum des US-amerikanischen Rappers Grandmaster Caz. Es wurde 2004 über das Label Ol’ Skool Flava veröffentlicht und enthält 9 Lieder. Das Album ist unter anderem eine Sammlung unveröffentlichter Songs aus früheren Tagen von Grandmaster Caz. Die meisten Tracks wurden von Ced Gee produziert.

## Cover
Auf weißem Hintergrund ist ein hellblaues Konterfei von Grandmaster Caz zu erkennen, er trägt eine Kappe und eine Sonnenbrille. Mehrere Graffiti in brauner Farbe sind auf dem Cover sichtbar, der Albumtitel ist in derselben Farbe wie Caz’ Konterfei abgedruckt.

## Titelliste
| #  | Titel                             | Produzent       | Länge |
| -- | --------------------------------- | --------------- | ----- |
| 1. | You Need Stitches                 | Ced Gee         | 3:49  |
| 2. | Mr. Bill                          | Pumpkin         | 5:30  |
| 3. | Ain’t Takin’ No Shorts            | Ced Gee         | 3:30  |
| 4. | Yes It’s True                     | Ced Gee         | 3:58  |
| 5. | Need To Know The Flavor           | Ced Gee         | 5:32  |
| 6. | Creston Ave.                      | Ced Gee         | 2:36  |
| 7. | The Judge                         | Grandmaster Caz | 5:16  |
| 8. | (Punk) Whatcha Gobnna Do About It | Grandmaster Caz | 3:10  |
| 9. | Caz Is Goin’ Off                  | Ced Gee         | 3:40  |

## Kritik
Das FACT Magazin lobte den antik klingenden Sound des Albums. Bronx-Rap aus den 1980er Jahren sei so stark, dass es die heutigen „Marketing-Witze“ wie The Game in „der Luft auflösen“ lasse.